# Loch Quoich
Loch Quoich (auch Loch Cuaich) ist ein Stausee in den schottischen Highlands. Er liegt knapp 30 Kilometer nördlich von Fort William und ungefähr 30 km westlich von Fort Augustus in der Region Lochaber. Sein gälischer Name Loch Chuaich bedeutet in etwa See des Quaichs oder See des Bechers. Der See war ursprünglich ein wesentlich kleineres, natürliches Stillgewässer und wurde in den 1950er Jahren  als Teil des Great Glen Hydro Electric Scheme aufgestaut. Obwohl das Westende von Loch Quoich keine fünf Kilometer von der schottischen Westküste entfernt ist, gehört der See zum Einzugsgebiet des River Ness und des Moray Firth, entwässert also in die Nordsee. Umgeben ist Loch Quoich von mehreren Munros, die teils über 1000 m hoch sind. Auf der Nordseite liegen der 1.035 m (3.396 ft) hohe Gleouraich, der 1.027 m (3.369 ft) hohe Sgùrr a’ Mhaoraich und der 996 m (3.268 ft) hohe Spidean Mialach. Am südlichen Seeufer liegen der 1.003 m (3.291 ft) hohe Sgùrr Mòr und der Gairich mit 919 m (3.015 ft) Höhe. Westlich schließt sich die Bergwelt von Knoydart an, mit dem 1.040 m (3.412 ft) hohen Sgùrr na Cìche als höchsten Gipfel der Region.
Das 1943 gegründete North of Scotland Hydro-Electric Board verfolgte in den 1950er Jahren intensiv den Ausbau der Wasserkraft in den schottischen Highlands. Als Teil des Great Glen Hydro-Electric Power Scheme (auch als Garry-Moriston Hydro-Electric Power Scheme bezeichnet) wurde auch der im oberen Bereich des Glen Garry liegende Loch Quoich zu einem Stausee ausgebaut. Bis 1955 entstand am Ostende des Sees bei dessen Abfluss in den Garry ein Steinschüttdamm, mit dem der durchschnittliche Wasserspiegel des Sees um gut 35 Meter angehoben wurde. Zum Entstehungszeitpunkt war dies der größte Damm dieser Bauart in Schottland. Am Westende des Sees wurden im Bereich der Wasserscheide in Richtung Loch Hourn zwei flachere Dämme angelegt, der North Cruadhach Dam und der South Cruadhach Dam. Die Stauhöhe des Sees liegt einige Meter über der Höhe der Wasserscheide. Errichtet wurden die Dämme und das Kraftwerk von der Firma von William Halcrow. Der Staudamm ist als Listed Building der Kategorie B unter Denkmalschutz gestellt. Im Great Glen Hydro-Electric Power Scheme ist Loch Quoich der westlichste Stausee und das Hauptspeicherbecken im südlichen Teil dieses Stausee- und Kraftwerkskomplexes. Über einen Tunnel wird das Wasser aus dem See in die knapp vier Kilometer flussabwärts liegende Quoich Power Station geführt, ein Wasserkraftwerk mit 22 MW Leistung.
Glen Garry und die Ufer von Loch Quoich waren vor den Highland Clearances, die hier um 1780 begannen, wesentlich dichter als heute besiedelt. Der Chief des Clans MacDonell of Glengarry sah sich, nachdem die teils erzwungene Emigration vieler Clanmitglieder keine nachhaltige Besserung seiner wirtschaftlichen Lage gebracht hatte, gezwungen, Teile seines Besitzes um Loch Quoich zu verkaufen. Edward Ellice, ein erfolgreicher Kaufmann, Plantagenbesitzer und Mitglied des House of Commons erwarb Glenquoich Estate im Jahr 1838 von den MacDonells und ließ am Nordufer des Sees Glenquoich Lodge errichten, einen Landsitz im Viktorianischen Stil. Sein Sohn, der den Besitz 1863 erbte, erweiterte ihn um den östlichen Teil von Glen Garry und ließ in Invergarry neben dem Invergarry Castle mit Invergarry House einen neuen Wohnsitz für sich errichten. Glenquoich Lodge diente danach lediglich noch als Jagdsitz, zu den Gästen zählten unter anderen Edwin Landseer und der spätere König Edward VII. Um 1900 wurde der Bau nochmals erweitert. Mit der Aufstauung von Loch Quoich wurden die Mauern von Glenquoich Lodge überflutet, nachdem aus dem Gebäude zuvor alle wertvollen Stoffe und Bauteile entfernt worden waren. Bis zur Aufstauung bewohnt war auch die kleine Ansiedlung Bunchaolie, die westlich von Glenquoich Lodge am Nordufer des Sees lag. Eine weitere Ansiedlung war Kinlochquoich am Westende des Sees, kurz vor der flachen Wasserscheide zur Schottischen See. Diverse Mauerreste weiterer früher verlassener Crofteransiedlungen liegen jetzt unter dem Wasserspiegel von Loch Quoich, die Ufer sind heute unbewohnt.

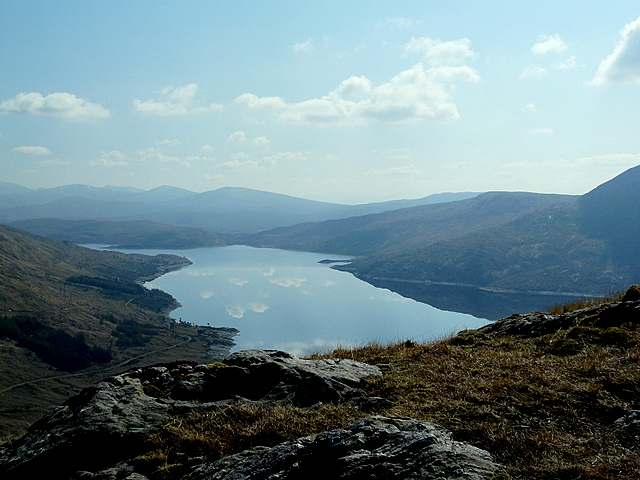
Der Ostteil von Loch Quoich, Blick vom Anstieg zum Sgùrr a’ Mhaoraich
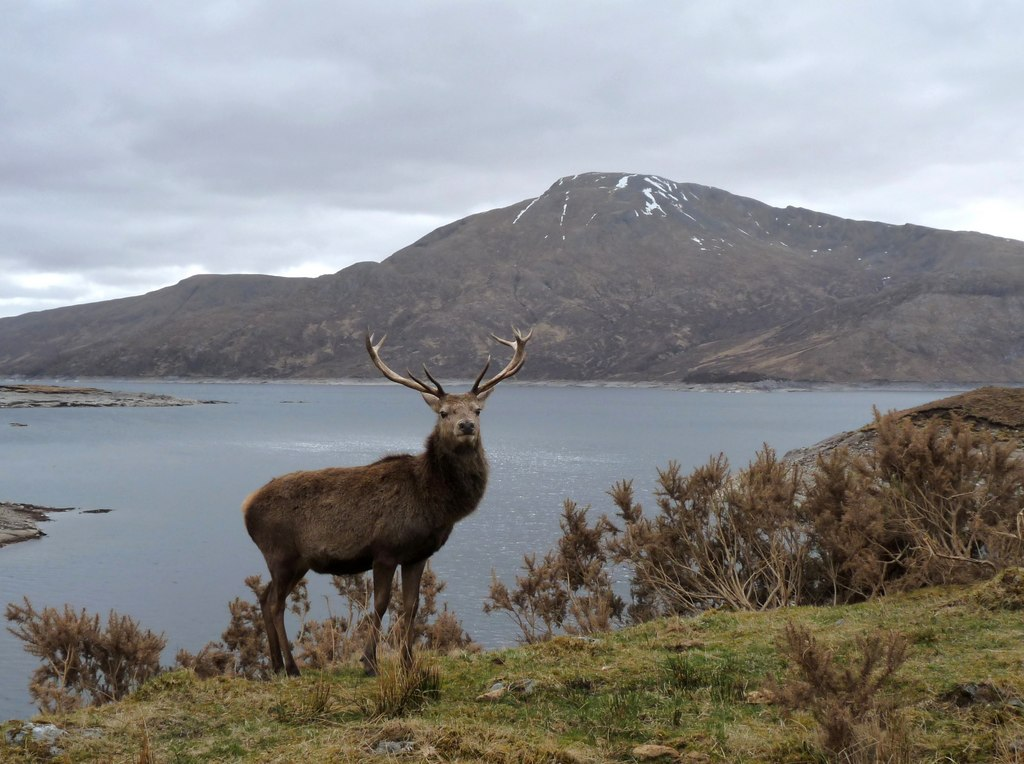
Ein Rothirsch am Ufer von Loch Quoich, im Hintergrund der Gairich
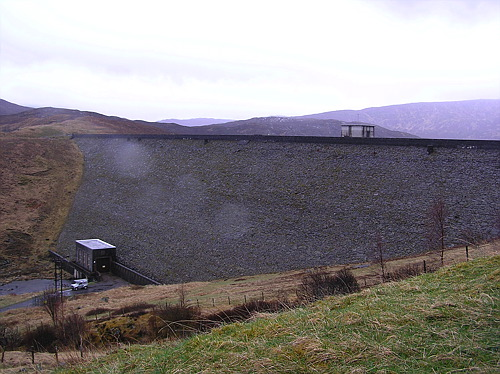
Der Staudamm von Loch Quoich
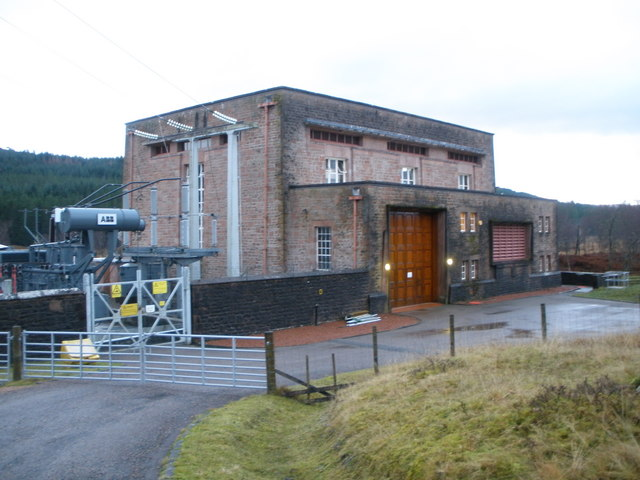
Das einige Kilometer unterhalb des Damms liegende Kraftwerk Quoich Power Station

Erschlossen wird Loch Quoich von einer schmalen Single track road am Nordufer, die aus dem Glen Garry bis zur kleinen Ansiedlung Kinloch Hourn am Westende von Loch Hourn führt. Die Straße wurde im Zuge der Aufstauung neu trassiert, für die Querung eines nach Norden in das Glen Quoich reichenden Seitenarms von Loch Quoich wurde eine dreifeldrige Brücke errichtet. Weitere Wege und Pfade entlang des Ufers existieren nur abschnittsweise.